# Château Eyneburg
 (octobre 2018).
Le château Eyneburg à Hergenrath (la Calamine) est l'un des principaux bâtiments historiques sur le territoire de la communauté germanophone de Belgique.
Le nom Eyneburg fait référence aux premiers propriétaires du château, la famille von Eyneberghe, au XIIIe siècle. Dans la tradition populaire, il porte aussi le nom Emmaburg (« château d'Emma »), qui repose sur une légende du XIXe siècle selon laquelle Emma, une fille de Charlemagne, y aurait rencontré son amant Einhard.

## Situation
L'Eyneburg est l'un des rares châteaux forts de l'ancien duché de Limbourg qui ait été construit sur une colline, alors que la plupart des bâtiments de ce type étaient construits en plaine et entourés de douves. Le château domine la rive gauche de la Gueule.

## Légende
Une légende du XIXe siècle associe le château d'Hergenrath avec Emma, une fille de Charlemagne. Emma et Einhard, ami et biographe de Charlemagne résidant au château, auraient été secrètement amants. Pour garder leur amour secret, ils se rencontraient à la nuit tombée. D'après la légende, Emma reconduit un jour son bien-aimé chez lui en le portant sur son dos, car il avait neigé et elle ne voulait pas que ses traces de pas les trahissent. Cependant, Charlemagne observait la scène, et convoqua les amants le lendemain.
La légende a fait l'objet de plusieurs œuvres littéraires, par exemple le roman Eginhard et Emma (1811) de Friedrich de La Motte-Fouqué, un poème épique, ainsi que, plus récemment, une épopée, et le livret d'un opéra. Ces versions ne font cependant  pas référence à l'Eyneburg, car une tradition plus courante situe cet épisode à Seligenstadt sur le Main.
La légende de Einhard (Eginhard) et d'Emma (Imma) est peut-être basée sur la liaison entre la fille de Charlemagne, Bertha (* 779-780, † après le 14 janvier 828), et l'érudit Angilbert, dont sont issus Nithard (790; † 844-45) et Hartnid († 813). Einhard, le biographe attitré de Charlemagne, était bien marié avec une Emma; cependant, celle-ci n'était pas la fille de Charlemagne, mais bien la sœur de Bernharius, évêque de Worms.
Un relief en bronze dans la cour du château, réalisé par un artiste de Cologne en 1906, montre la fille de Charlemagne qui porte, sous le regard incrédule de son père, son bien-aimé dans ses appartements.

## Histoire
L'Eyneburg est mentionné pour la première fois en 1260. À l'époque, le château, ancien fief du Marienstift d'Aix-la-Chapelle, appartenait aux chevaliers d'Eyneberghe. On trouve dans les annales les noms de Théodoric "de Eyneberghe", chanoine de Saint-Servais à Maastricht, 1260, et Hermann von Eyneberg dans les années 1285, 1333 et 1339, ainsi que son fils, Gerhard 1333/35 et plus tard encore, en 1368, Guillaume et Daniel von Eyneberghe.
En 1371, la petite-fille de Gérard von Eyneburg hérite du château et épouse Daem von den Bongaert. Leur fille, Bela van den Bongaert, épouse Arnold de Tzevel en 1430 ; à la suite du mariage de leur fille Johanna avec Johann Dobbelstein zu Donrath, le château devient, pendant les trois siècles qui suivent, la propriété de la famille Dobbelstein.

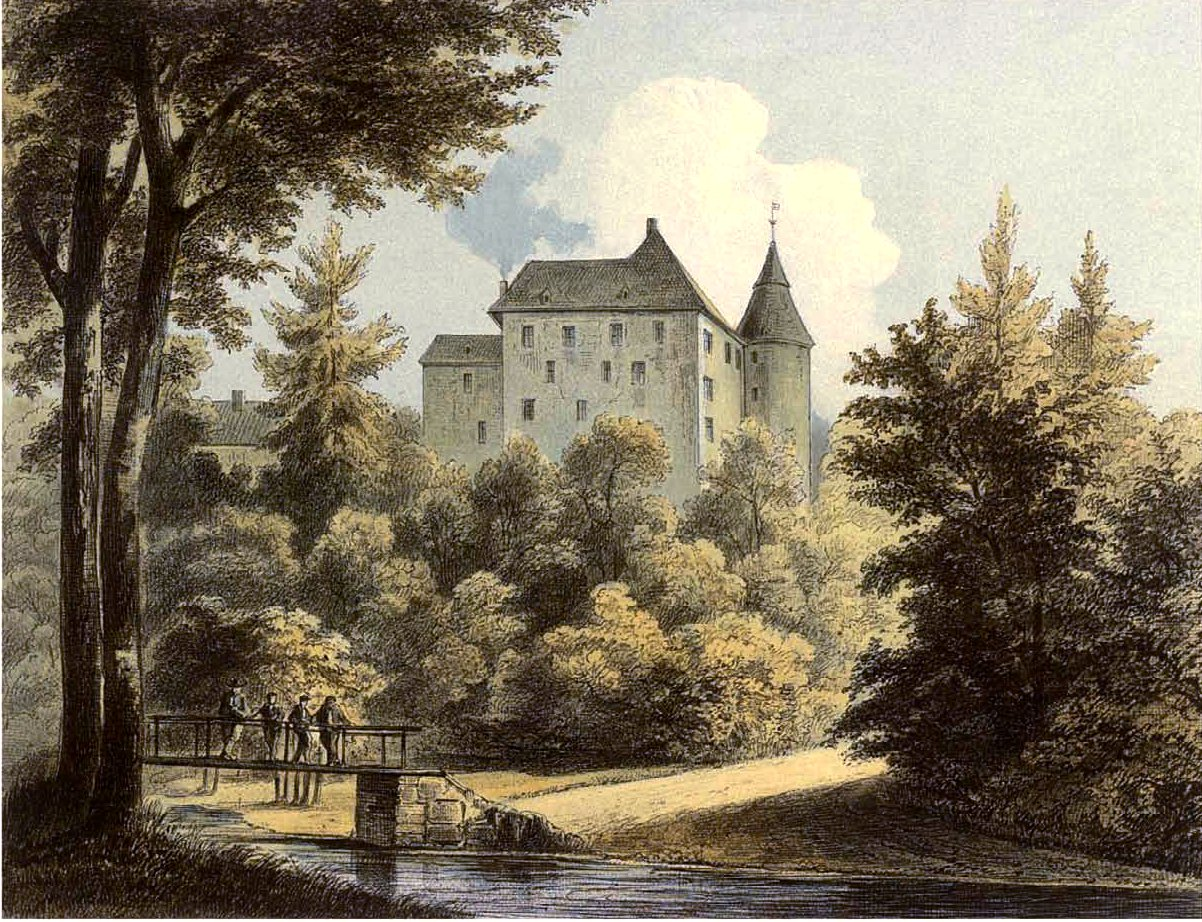
L'Eyneburg vers 1860, collection Alexander Duncker

En 1640, le château est victime d'un incendie, et Johann von Dobbelstein, époux d'Helwige de Horion, le rénove et l'agrandit (1648).
Le baron Karl-August Dobbelstein von Donrath, devenu propriétaire en 1778, vend en 1786 "la noble seigneurie d'Eyneburg" à Rainer Joseph Turbet d'Aix-la-chapelle. Au XIXe siècle, le bâtiment change de propriétaire à plusieurs reprises. En 1809, il est vendu au banquier liégeois Gérard Nagelmackers, puis, en 1836, au baron Thiriart zu Mützhagen, qui se fait appeler par la suite "zu Mützhagen und Eyneburg". Ensuite, la propriété échoit à son neveu, le baron de la Rousselière-Clouard, jusqu'en 1897, date à laquelle l'industriel du textile d'Aix-la-ChapelleTheodor Nellessen (1842-1926), en fait l'acquisition et fait rénover le château de fond en comble jusqu'en 1900/1901 par l'architecte Ludwig Arntz, le restaurateur de la cathédrale de Strasbourg. La chapelle actuelle, néo-gothique, a été également ajoutée au début du XXe siècle.
En 1958, la famille Nellessen se sépare du château et de ses dépendances. L'intérieur du château abritait une riche collection d'anciens objets d'art : meubles, sculptures, peintures, pièces d'orfèvrerie et porcelaines. Elle fait désormais partie de la collection de la veuve de Théodore Nellessen à Aix-la-Chapelle; cependant, une partie d'entre elle a été vendue aux enchères à l'hôtel des ventes Lempertz à Cologne. Le château, quant à lui, entre ensuite en possession des Hergenrather Kalkwerke A.G.
Le 18 juillet 1966, l'Eyneburg est classé monument historique.
En 2001, il est acheté par la Eyne GmbH et un projet intitulé Die Eyneburg soll leben est mis sur pied. En 2022, c'est la Communauté germanophone de Belgique qui acquiert le bien. 

## Utilisation actuelle
Le vaste complexe se compose aujourd'hui de la zone du château, avec le donjon (Bergfried) et la chapelle, et d'une exploitation agricole. Le château est entouré en partie d'un mur de protection. À l'extérieur se trouve un parc, lui aussi entouré de murs. 

Depuis 2011, le château n'est plus accessible au public.

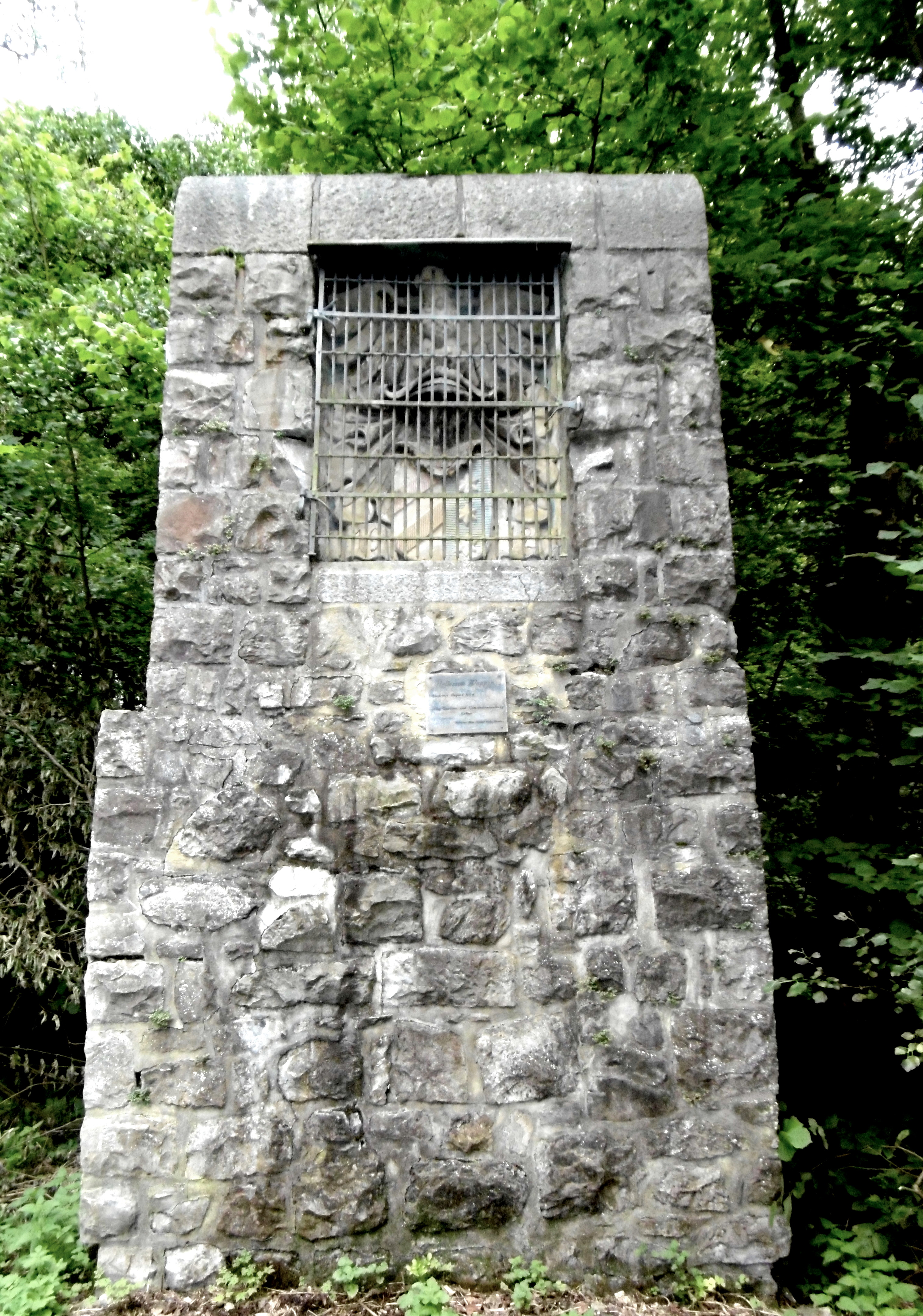
Escalier à Emmaburg
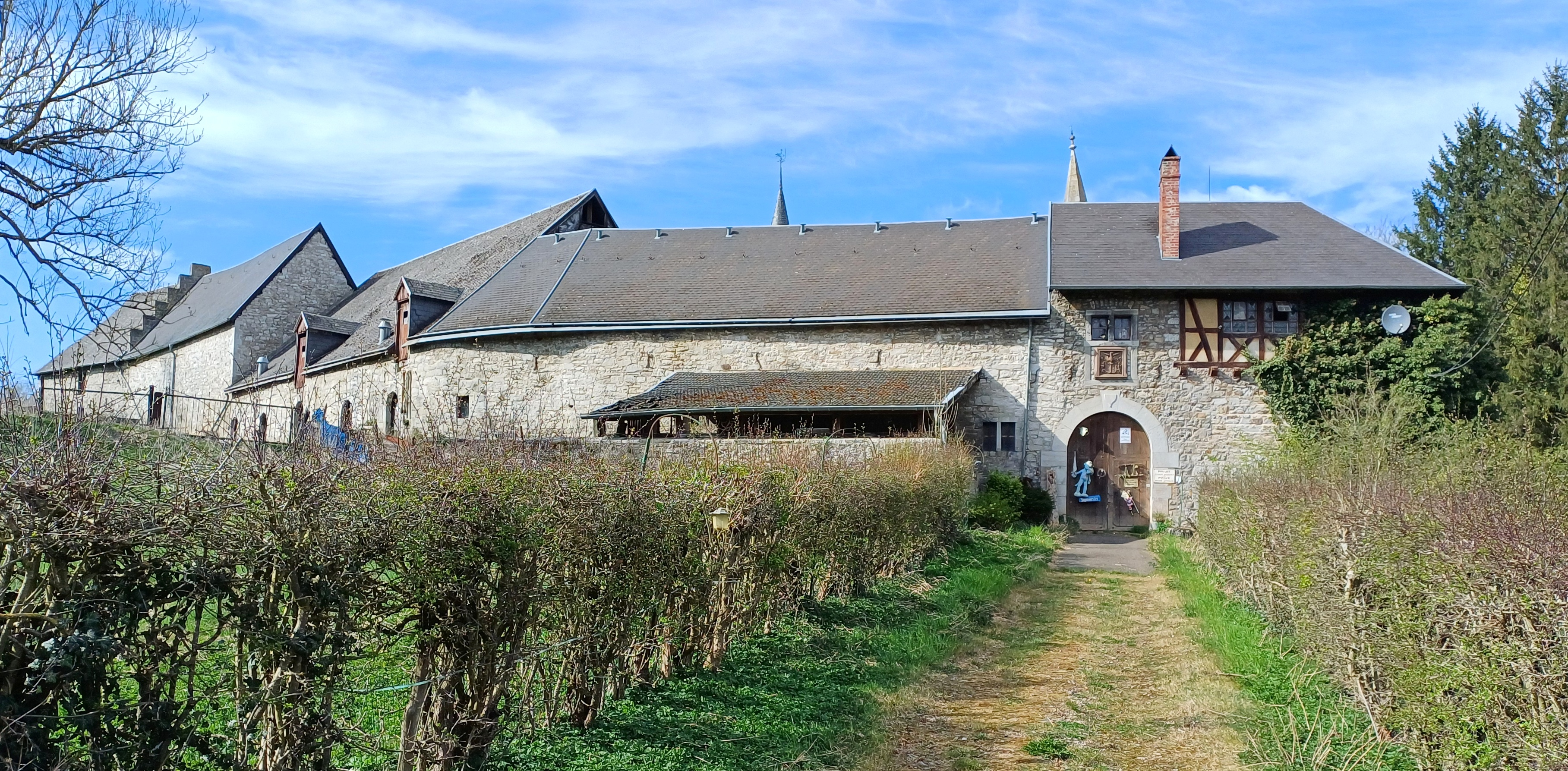
Emmaburg, côté prairie
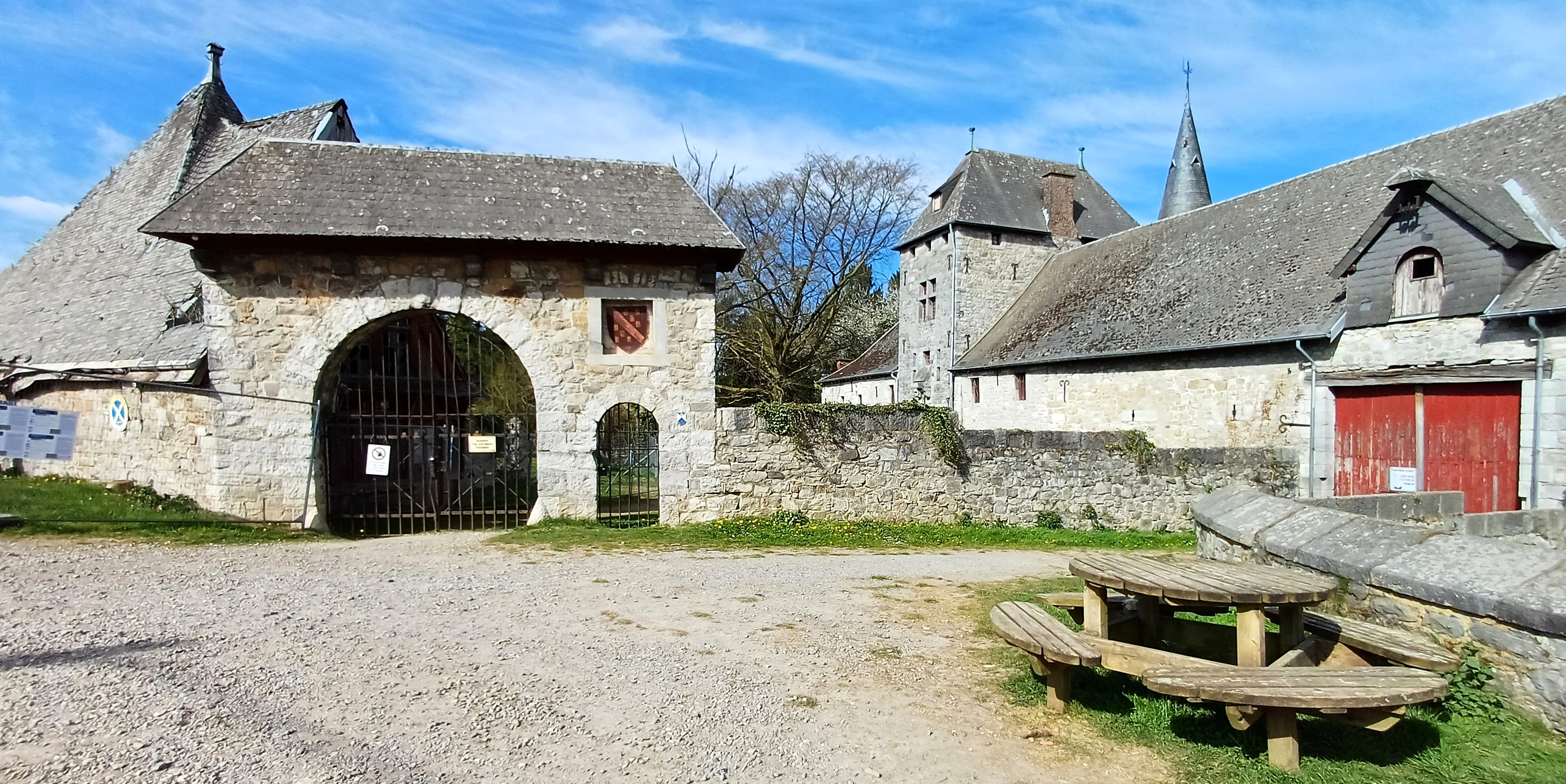
Emmaburg, porte
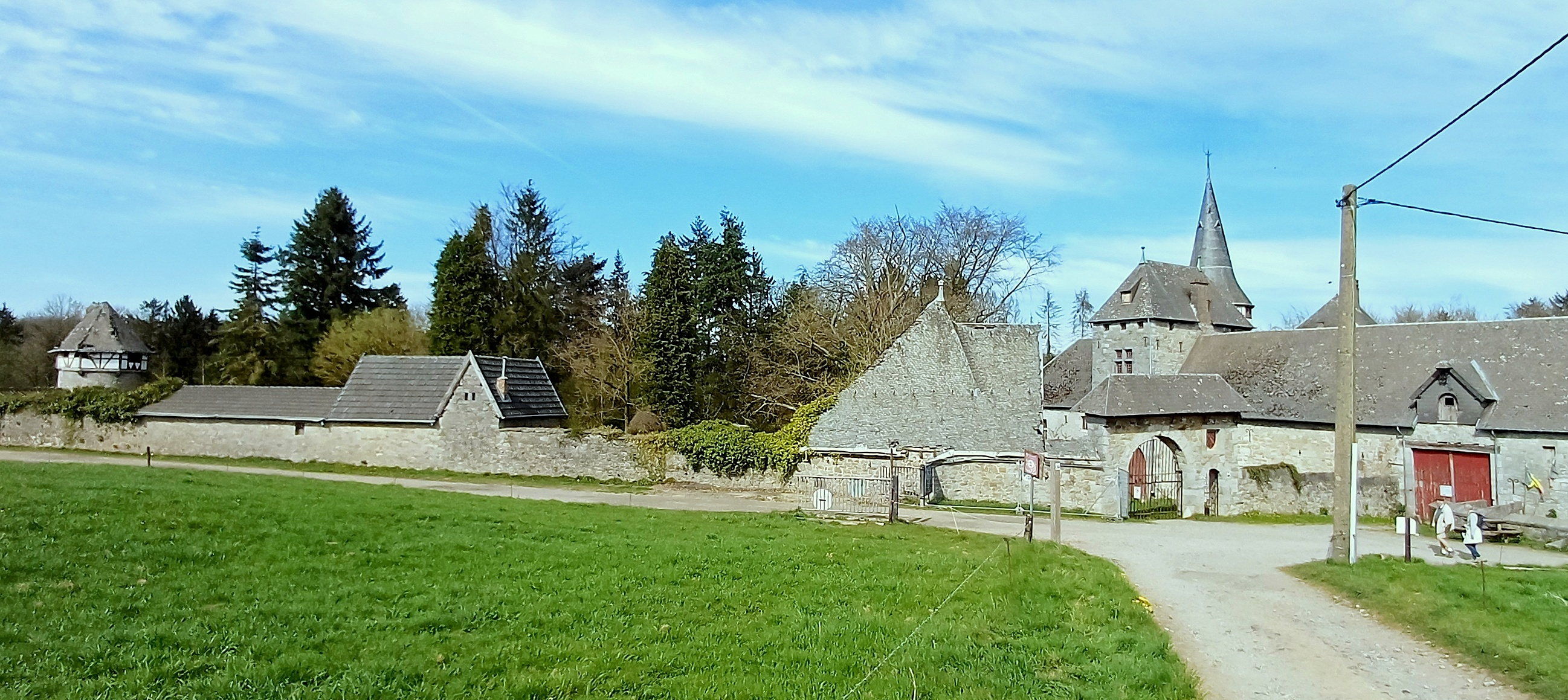
Emmaburg

## Aménagements

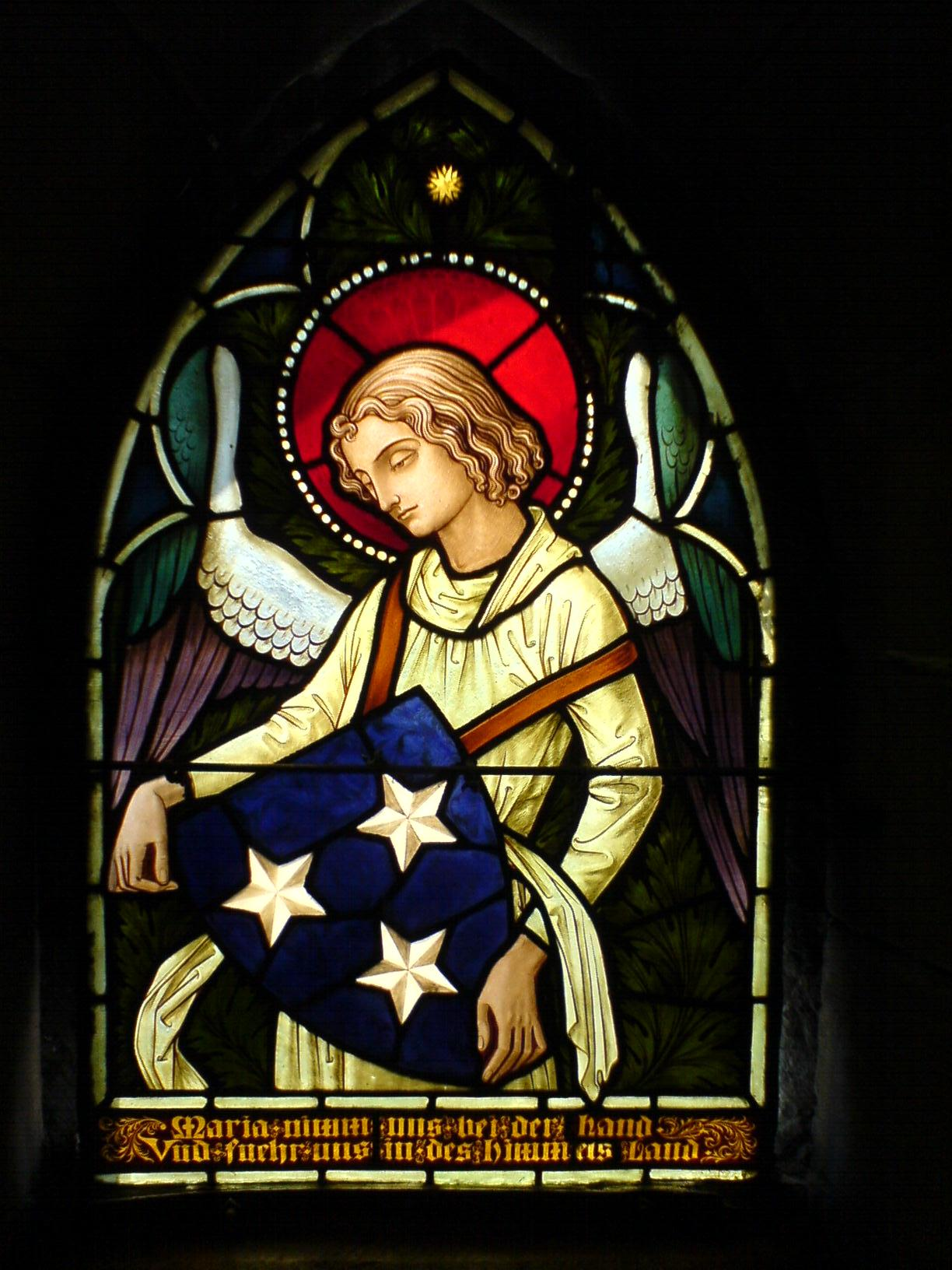
vitrail néogothique de la chapelle

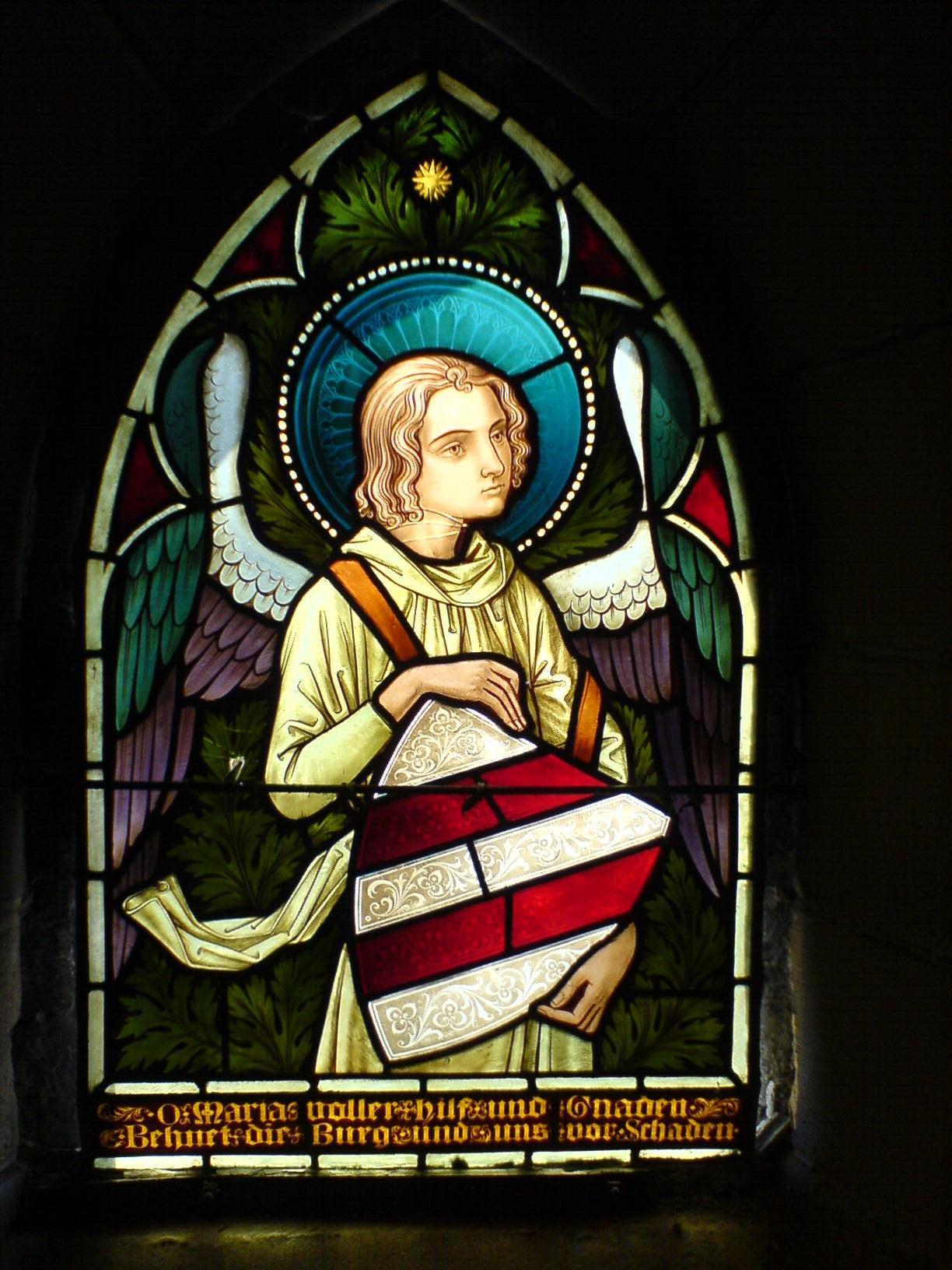
vitrail néogothique de la chapelle

Vestige de la première époque de construction du château; le grand donjon circulaire a été conservé pour l'essentiel, et l'intérieur a été aménagé en trois étages. Au deuxième étage, vers le Nord-Ouest, on trouve une fenêtre en baie moderne, et vers l'ouest, une étroite meurtrière. À part cela, la tour est aveugle. Autrefois, elle était surmontée d'un dôme conique; lors de la restauration, elle a été augmentée d'un petit colombage et à nouveau couronnée d'un dôme. 
Au XVe siècle, la famille von Eyneburg avait ajouté au donjon un corps de logis ou "palas", qui a été détruit par l'incendie de 1640. Lors de la reconstruction, ce bâtiment a été rehaussé d'un étage supplémentaire. Le deuxième étage montre, à la hauteur des fenêtres, plusieurs vestiges de la construction du premier bâtiment du XVe siècle. On a également remplacé les petites baies primitives par les belles fenêtres à meneaux et croisées qui subsistent encore aujourd'hui. Des irrégularités dans le maçonnage rendent la reconstruction du XVIIe siècle clairement visible. Le corps de logis originel est partiellement masqué par des restaurations modernes; des portes plein cintre et des anciennes fenêtres murées donnent une idée de l'aspect originel.  
Au cours du XIXe siècle, le château avait progressivement été réduit à l'état de ruine. Theodor Nellessen l'a donc fait restaurer et agrandir en 1897 par Arntz. La chapelle néo-gothique a été construite selon les plans de l'architecte Jean Juges d'Aix-la-Chapelle et s'intègre harmonieusement dans l'ensemble des bâtiments.
La basse-cour a subi moins de modifications. L'aile nord, avec ses deux étages, date du XVIIe siècle, mais a été partiellement rénovée. La moitié sud de l'aile ouest date du XVe siècle, la moitié nord du XVIIe siècle.
Les murs d'enceinte extérieurs de l'aile sud appartiennent à des phases de construction du XVe et du XVIe siècle, alors que le côté ouest date du XVIIe siècle. Ici, on trouve au-dessus d'une porte les armoiries du baron Johann Karl de Donrath zu Dobbelstein et de son épouse Catharina, baronne de Westerholt-Lembeck, datées de 1722.